# Santiago Tlatelolco
Santiago Tlatelolco är en ort i Mexiko.   Den ligger i kommunen Colotlán och delstaten Jalisco, i den centrala delen av landet, 500 km nordväst om huvudstaden Mexico City. Santiago Tlatelolco ligger 1 681 meter över havet och antalet invånare är 361.
Terrängen runt Santiago Tlatelolco är huvudsakligen kuperad, men åt sydväst är den platt. Santiago Tlatelolco ligger nere i en dal. Runt Santiago Tlatelolco är det ganska glesbefolkat, med 25 invånare per kvadratkilometer. Närmaste större samhälle är Colotlán, 3,3 km sydväst om Santiago Tlatelolco. I omgivningarna runt Santiago Tlatelolco växer huvudsakligen savannskog.